# Web Index

Mappa che mostra il punteggio nel 2014

Il Web Index è un indicatore progettato dalla World Wide Web Foundation. È la prima misura del contributo del World Wide Web allo sviluppo e ai diritti umani a livello globale. Copre 86 paesi e l'ultimo indice risale al 2014. È composto da più indicatori che valutano l'accesso universale, la libertà e l'apertura, i contenuti rilevanti, la responsabilizzazione. Tutti indicatori che indicano gli impatti economici, sociali e politici del Web.

## I punteggi del Web Index
| Punteggio | Paese                          | Web Index |
| --------- | ------------------------------ | --------- |
| 1         | Danimarca (bandiera)           | 100.0     |
| 2         | Finlandia (bandiera)           | 98.81     |
| 3         | Norvegia (bandiera)            | 97.32     |
| 4         | Regno Unito (bandiera)         | 95.67     |
| 5         | Svezia (bandiera)              | 94.97     |
| 6         | Stati Uniti (bandiera)         | 94.52     |
| 7         | Islanda (bandiera)             | 93.72     |
| 8         | Corea del Sud (bandiera)       | 92.81     |
| 9         | Paesi Bassi (bandiera)         | 91.84     |
| 10        | Belgio (bandiera)              | 89.61     |
| 11        | Francia (bandiera)             | 89.09     |
| 12        | Nuova Zelanda (bandiera)       | 87.48     |
| 13        | Australia (bandiera)           | 87.27     |
| 14        | Germania (bandiera)            | 86.19     |
| 15        | Austria (bandiera)             | 86.00     |
| 16        | Canada (bandiera)              | 85.59     |
| 17        | Estonia (bandiera)             | 85.05     |
| 18        | Svizzera (bandiera)            | 84.73     |
| 19        | Giappone (bandiera)            | 79.00     |
| 20        | Irlanda (bandiera)             | 78.28     |
| 21        | Israele (bandiera)             | 75.46     |
| 22        | Singapore (bandiera)           | 75.16     |
| 23        | Spagna (bandiera)              | 74.53     |
| 24        | Cile (bandiera)                | 74.18     |
| 25        | Portogallo (bandiera)          | 73.33     |
| 26        | Ungheria (bandiera)            | 66.12     |
| 27        | Uruguay (bandiera)             | 66.10     |
| 28        | Rep. Ceca (bandiera)           | 65.50     |
| 29        | Italia (bandiera)              | 63.83     |
| 30        | Grecia (bandiera)              | 60.91     |
| 31        | Argentina (bandiera)           | 60.74     |
| 32        | Costa Rica (bandiera)          | 60.38     |
| 33        | Brasile (bandiera)             | 60.19     |
| 34        | Polonia (bandiera)             | 58.81     |
| 35        | Russia (bandiera)              | 58.17     |
| 36        | Colombia (bandiera)            | 57.12     |
| 37        | Messico (bandiera)             | 55.34     |
| 38        | Turchia (bandiera)             | 53.30     |
| 39        | Tunisia (bandiera)             | 51.93     |
| 40        | Mauritius (bandiera)           | 49.60     |
| 41        | Filippine (bandiera)           | 48.87     |
| 42        | Malaysia (bandiera)            | 48.34     |
| 43        | Perù (bandiera)                | 46.62     |
| 44        | Cina (bandiera)                | 45.97     |
| 45        | Sudafrica (bandiera)           | 45.82     |
| 46        | Ucraina (bandiera)             | 45.20     |
| 47        | Emirati Arabi Uniti (bandiera) | 44.90     |
| 48        | India (bandiera)               | 44.60     |
| 49        | Giamaica (bandiera)            | 44.50     |
| 50        | Ecuador (bandiera)             | 42.57     |
| 51        | Marocco (bandiera)             | 40.28     |
| 52        | Indonesia (bandiera)           | 39.37     |
| 53        | Thailandia (bandiera)          | 39.20     |
| 54        | Qatar (bandiera)               | 38.01     |
| 55        | Kenya (bandiera)               | 37.48     |
| 56        | Bahrein (bandiera)             | 36.41     |
| 57        | Kazakistan (bandiera)          | 35.65     |
| 58        | Ghana (bandiera)               | 29.87     |
| 59        | Venezuela (bandiera)           | 29.79     |
| 60        | Egitto (bandiera)              | 28.98     |
| 61        | Botswana (bandiera)            | 28.44     |
| 62        | Nigeria (bandiera)             | 28.09     |
| 63        | Bangladesh (bandiera)          | 28.00     |
| 64        | Arabia Saudita (bandiera)      | 27.72     |
| 65        | Giordania (bandiera)           | 27.43     |
| 66        | Namibia (bandiera)             | 25.97     |
| 67        | Vietnam (bandiera)             | 24.89     |
| 68        | Uganda (bandiera)              | 24.62     |
| 69        | Nepal (bandiera)               | 23.95     |
| 70        | Ruanda (bandiera)              | 23.34     |
| 71        | Zambia (bandiera)              | 22.75     |
| 72        | Senegal (bandiera)             | 21.67     |
| 73        | Tanzania (bandiera)            | 21.33     |
| 74        | Malawi (bandiera)              | 18.87     |
| 75        | Zimbabwe (bandiera)            | 18.43     |
| 76        | Pakistan (bandiera)            | 17.76     |
| 77        | Benin (bandiera)               | 15.75     |
| 78        | Mozambico (bandiera)           | 15.46     |
| 79        | Burkina Faso (bandiera)        | 13.72     |
| 80        | Sierra Leone (bandiera)        | 13.44     |
| 81        | Haiti (bandiera)               | 12.52     |
| 82        | Mali (bandiera)                | 11.14     |
| 83        | Camerun (bandiera)             | 9.71      |
| 84        | Yemen (bandiera)               | 5.17      |
| 85        | Birmania (bandiera)            | 3.03      |
| 86        | Etiopia (bandiera)             | 0.0       |

| Punteggio | Paese                          | Web Index |
| --------- | ------------------------------ | --------- |
| 1         | Svezia (bandiera)              | 100.0     |
| 2         | Norvegia (bandiera)            | 97.5      |
| 3         | Regno Unito (bandiera)         | 95.6      |
| 4         | Stati Uniti (bandiera)         | 95.2      |
| 5         | Nuova Zelanda (bandiera)       | 92.4      |
| 6         | Danimarca (bandiera)           | 92.4      |
| 7         | Finlandia (bandiera)           | 91.9      |
| 8         | Islanda (bandiera)             | 91.9      |
| 9         | Francia (bandiera)             | 90.9      |
| 10        | Corea del Sud (bandiera)       | 87.4      |
| 11        | Australia (bandiera)           | 86.4      |
| 12        | Paesi Bassi (bandiera)         | 86.4      |
| 13        | Germania (bandiera)            | 86.4      |
| 14        | Austria (bandiera)             | 84.8      |
| 15        | Canada (bandiera)              | 84.3      |
| 16        | Giappone (bandiera)            | 83.1      |
| 17        | Svizzera (bandiera)            | 79.3      |
| 18        | Estonia (bandiera)             | 77.3      |
| 19        | Irlanda (bandiera)             | 76.0      |
| 20        | Belgio (bandiera)              | 75.2      |
| 21        | Polonia (bandiera)             | 74.2      |
| 22        | Italia (bandiera)              | 74.1      |
| 23        | Portogallo (bandiera)          | 72.8      |
| 24        | Rep. Ceca (bandiera)           | 72.5      |
| 25        | Israele (bandiera)             | 72.3      |
| 26        | Grecia (bandiera)              | 70.8      |
| 27        | Cile (bandiera)                | 68.9      |
| 28        | Spagna (bandiera)              | 66.8      |
| 29        | Uruguay (bandiera)             | 62.0      |
| 30        | Messico (bandiera)             | 61.6      |
| 31        | Singapore (bandiera)           | 60.7      |
| 32        | Colombia (bandiera)            | 60.1      |
| 33        | Brasile (bandiera)             | 58.7      |
| 34        | Costa Rica (bandiera)          | 57.2      |
| 35        | Sudafrica (bandiera)           | 55.8      |
| 36        | Argentina (bandiera)           | 55.2      |
| 37        | Malaysia (bandiera)            | 53.2      |
| 38        | Filippine (bandiera)           | 48.2      |
| 39        | Perù (bandiera)                | 48.1      |
| 40        | Mauritius (bandiera)           | 47.8      |
| 41        | Russia (bandiera)              | 47.1      |
| 42        | Ungheria (bandiera)            | 46.3      |
| 43        | Ecuador (bandiera)             | 43.9      |
| 44        | Tunisia (bandiera)             | 43.6      |
| 45        | Emirati Arabi Uniti (bandiera) | 42.7      |
| 46        | Thailandia (bandiera)          | 41.5      |
| 47        | Giamaica (bandiera)            | 40.0      |
| 48        | Indonesia (bandiera)           | 39.7      |
| 49        | Kazakistan (bandiera)          | 38.5      |
| 50        | Bahrein (bandiera)             | 38.4      |
| 51        | Qatar (bandiera)               | 38.0      |
| 52        | Venezuela (bandiera)           | 37.7      |
| 53        | Kenya (bandiera)               | 36.8      |
| 54        | Marocco (bandiera)             | 34.4      |
| 55        | Ghana (bandiera)               | 32.7      |
| 56        | India (bandiera)               | 32.4      |
| 57        | Cina (bandiera)                | 31.1      |
| 58        | Turchia (bandiera)             | 30.9      |
| 59        | Tanzania (bandiera)            | 30.6      |
| 60        | Namibia (bandiera)             | 30.2      |
| 61        | Senegal (bandiera)             | 28.4      |
| 62        | Giordania (bandiera)           | 27.1      |
| 63        | Egitto (bandiera)              | 24.5      |
| 64        | Bangladesh (bandiera)          | 24.4      |
| 65        | Uganda (bandiera)              | 20.8      |
| 66        | Zambia (bandiera)              | 20.4      |
| 67        | Nigeria (bandiera)             | 20.2      |
| 68        | Botswana (bandiera)            | 17.4      |
| 69        | Arabia Saudita (bandiera)      | 16.5      |
| 70        | Benin (bandiera)               | 16.1      |
| 71        | Nepal (bandiera)               | 14.7      |
| 72        | Vietnam (bandiera)             | 13.8      |
| 73        | Burkina Faso (bandiera)        | 13.6      |
| 74        | Malawi (bandiera)              | 12.2      |
| 75        | Ruanda (bandiera)              | 12.0      |
| 76        | Camerun (bandiera)             | 10.6      |
| 77        | Pakistan (bandiera)            | 10.4      |
| 78        | Zimbabwe (bandiera)            | 10.1      |
| 79        | Mali (bandiera)                | 7.7       |
| 80        | Etiopia (bandiera)             | 1.8       |
| 81        | Yemen (bandiera)               | 0.0       |

| Punteggio | Paese                    | Web Index |
| --------- | ------------------------ | --------- |
| 1         | Svezia (bandiera)        | 100.00    |
| 2         | Stati Uniti (bandiera)   | 97.31     |
| 3         | Regno Unito (bandiera)   | 93.83     |
| 4         | Canada (bandiera)        | 93.42     |
| 5         | Finlandia (bandiera)     | 91.88     |
| 6         | Svizzera (bandiera)      | 90.49     |
| 7         | Nuova Zelanda (bandiera) | 89.15     |
| 8         | Australia (bandiera)     | 88.44     |
| 9         | Norvegia (bandiera)      | 87.76     |
| 10        | Irlanda (bandiera)       | 87.42     |
| 11        | Singapore (bandiera)     | 86.14     |
| 12        | Islanda (bandiera)       | 86.10     |
| 13        | Corea del Sud (bandiera) | 81.06     |
| 14        | Francia (bandiera)       | 78.93     |
| 16        | Israele (bandiera)       | 78.53     |
| 17        | Brasile (bandiera)       | 74.94     |
| 18        | Germania (bandiera)      | 74.87     |
| 19        | Portogallo (bandiera)    | 72.33     |
| 20        | Spagna (bandiera)        | 72.12     |
| 21        | Cile (bandiera)          | 69.55     |
| 25        | Polonia (bandiera)       | 54.84     |
| 26        | Colombia (bandiera)      | 53.86     |
| 27        | Turchia (bandiera)       | 53.70     |
| 28        | Kazakistan (bandiera)    | 53.46     |
| 29        | Cina (bandiera)          | 51.72     |
| 30        | Tunisia (bandiera)       | 50.68     |
| 31        | Russia (bandiera)        | 47.29     |
| 32        | Filippine (bandiera)     | 46.81     |
| 33        | India (bandiera)         | 46.58     |
| 34        | Indonesia (bandiera)     | 46.29     |
| 35        | Giordania (bandiera)     | 44.52     |
| 36        | Sudafrica (bandiera)     | 44.49     |
| 37        | Thailandia (bandiera)    | 43.83     |
| 38        | Argentina (bandiera)     | 42.14     |
| 39        | Egitto (bandiera)        | 41.05     |
| 40        | Venezuela (bandiera)     | 39.72     |
| 41        | Mauritius (bandiera)     | 36.67     |
| 42        | Kenya (bandiera)         | 32.84     |
| 43        | Ecuador (bandiera)       | 32.32     |
| 44        | Pakistan (bandiera)      | 27.99     |
| 45        | Ghana (bandiera)         | 27.68     |
| 46        | Senegal (bandiera)       | 25.38     |
| 47        | Vietnam (bandiera)       | 24.32     |
| 48        | Nigeria (bandiera)       | 23.57     |
| 49        | Uganda (bandiera)        | 20.25     |
| 50        | Marocco (bandiera)       | 19.39     |
| 51        | Tanzania (bandiera)      | 18.64     |
| 52        | Nepal (bandiera)         | 18.37     |
| 53        | Camerun (bandiera)       | 15.10     |
| 54        | Mali (bandiera)          | 13.67     |
| 55        | Bangladesh (bandiera)    | 13.60     |
| 56        | Namibia (bandiera)       | 13.57     |
| 57        | Etiopia (bandiera)       | 10.89     |
| 58        | Benin (bandiera)         | 10.43     |
| 59        | Burkina Faso (bandiera)  | 8.51      |
| 60        | Zimbabwe (bandiera)      | 1.94      |
| 61        | Yemen (bandiera)         | 0.00      |